# 鶴城駅
鶴城駅（ハクソンえき）は、大韓民国忠清南道牙山市にかつて存在した韓国鉄道公社長項線の駅である。

## 歴史
- 1922年6月15日：開業[1]。
- 2008年1月1日：廃止[2]。